# Phil Baker (comediante)
Phil Baker (26 de agosto de 1896 — 30 de noviembre de 1963) fue un popular humorista y presentador radiofónico estadounidense, además de actor, compositor, acordeonista y escritor. 

## Biografía
Nacido en Filadelfia, Pensilvania, Baker estudió en Boston. Su primera actuación teatral tuvo lugar en esa misma ciudad en un espectáculo de aficionados. 
Baker se inició en el vodevil tocando el piano para el violinista Ed Janis y, con 19 años, actuó con Ben Bernie haciendo el número de vodevil "Bernie and Baker." Originalmente se trataba de un número musical serio, aunque acabó con elementos cómicos. Tras romper con Bernie poco después de la Primera Guerra Mundial, durante la cual sirvió en la Armada de los Estados Unidos, Baker se asoció con Sid Silvers hasta 1928. 
Posteriormente Baker siguió una carrera en solitario, con un número en el que cantaba, tocaba el acordeón, contaba chistes y era interrumpido por un miembro del público llamado Jojo. Con este show Baker actuó en el Teatro Palace de Nueva York en 1930 y en 1931.
En 1923 Baker actuó en uno de los primeros cortos rodado con el método de Lee De Forest Phonofilm, A Musical Monologue, en el cual cantaba y tocaba el acordeón. Baker actuó en diferentes musicales del circuito de Broadway: 
- Music Box Revue
- Crazy Quilt
- Artists and Models
- Greenwich Village Follies
- A Night in Spain
- Calling All Stars

En 1943 Baker actuó junto a Carmen Miranda en el film musical The Gang's All Here. 
El retrato de Baker en caricatura fue pintado por Alex Gard en las paredes de Sardi's, un restaurante en el distrito teatral de Nueva York. Esa pintura forma parte actualmente de la colección de la Biblioteca Pública de Nueva York.
En el medio radiofónico protagonizó una serie propia, The Armour Jester, para la NBC, y en los años cuarenta trabajó en Duffy's Tavern (22 de febrero de 1944) y presentó el popular concurso The $64,000 Question.
Entre las muchas canciones compuestas por Baker figuran las siguientes:
- "Park Avenue Strut"
- "Look At Those Eyes"
- "Just Suppose"
- "Antoinette"
- "Strange Interlude"
- "Humming a Love Song"
- "Rainy Day Pal"
- "Pretty Little Baby"
- "Did You Mean It?"
- "My Heaven on Earth"
- "Invitation to a Broken Heart"

Baker se casó con la actriz Peggy Cartwright en 1932 y tuvieron cuatro hijos: Margot, Stuart, Michael y Susan antes de divorciarse en 1941. Se casó por segunda vez con la modelo danesa Irmgaard Erik, con la que tuvo dos hijos, Philip F Baker y Lisa. Este matrimonio motivó que Baker se asentara en Copenhague, Dinamarca, ciudad en la cual falleció a finales de 1963. Su viuda Ingraad Erik falleció en diciembre de 1997.